# John Hervey (1er comte de Bristol)

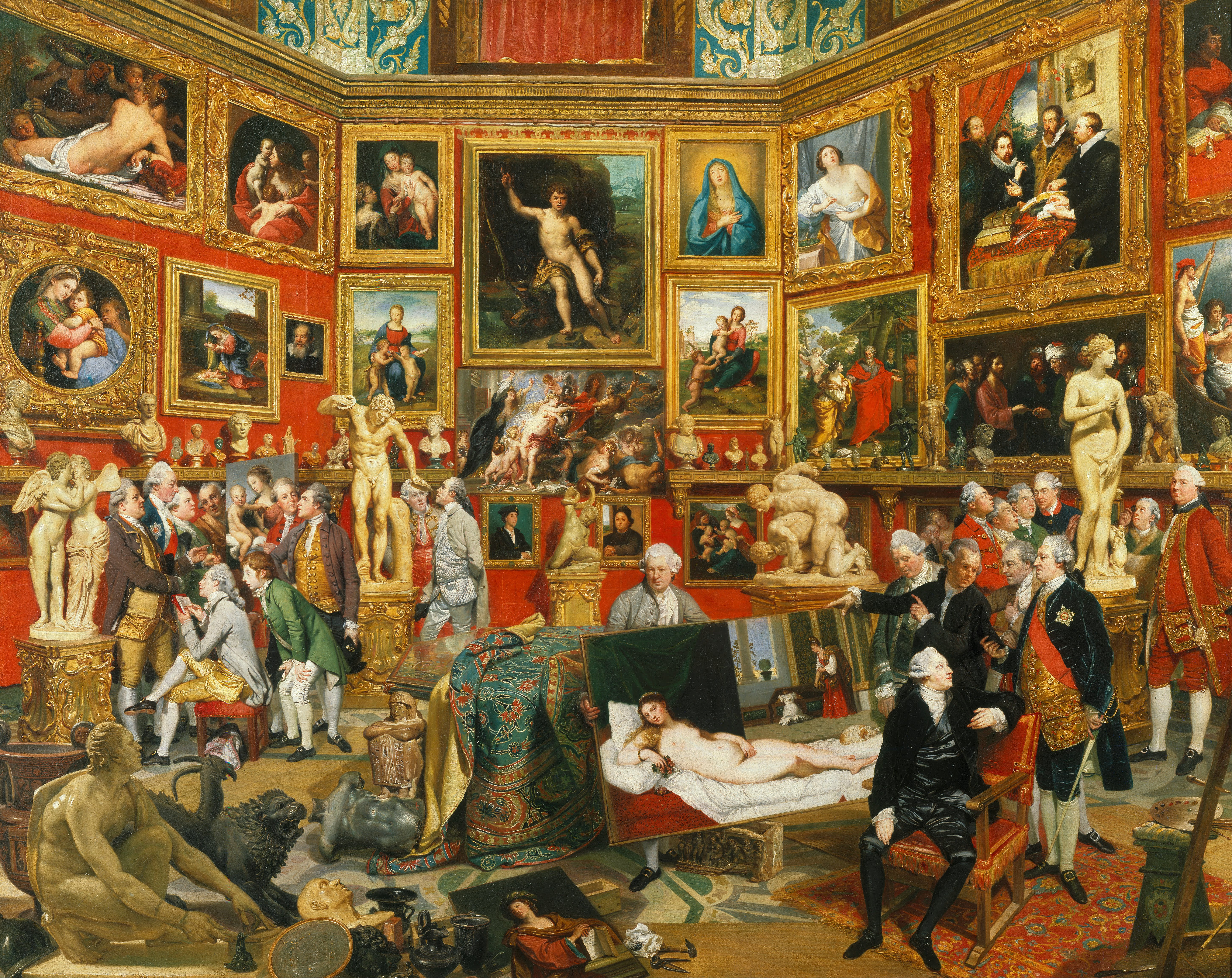
John Hervey, 1er comte de Bristol, apparaît au premier plan de " La Tribune des Offices " de Zoffany

John Hervey, 1er comte de Bristol (27 août 1665 – 20 janvier 1751) est un homme politique anglais.

## Biographie
John Hervey est né à Bury St Edmunds, dans le Suffolk, fils de Thomas Hervey, chevalier. Il fait ses études à Bury et au Clare College, à Cambridge. Il devient l'un des deux députés de la ville cinq ans après son père en mars 1694.
En mars 1703, il est créé premier baron Hervey, d'Ickworth, dans le comté de Suffolk, et en octobre 1714, premier comte de Bristol, récompensant son zèle à promouvoir la Glorieuse Révolution et à soutenir la succession hanovrienne.

## Mariages et descendance
Lord Bristol se marie deux fois:
Avec Isabella (décédée en 1693), fille de Robert Carr, 3e baronnet de Sleaford, Lincolnshire. Il a trois enfants:
- Isabella Hervey (décédée en novembre 1711), célibataire
- Carr Hervey, Lord Hervey (1691-1723), fait ses études au Clare College de Cambridge et est député du même siège que son père et son grand-père de 1713 à 1722. Il meurt célibataire le 14 novembre 1723 [2].
- Catherine Hervey (1693), morte jeune

Avec Elizabeth (décédée en 1741), fille et cohéritière du dignitaire local du Suffolk, Thomas Felton (4e baronnet) et son épouse, Elizabeth, fille et cohéritière de James Howard (3e comte de Suffolk). Il a dix-sept enfants:
- Elizabeth Hervey (1698-1727), mariée à Bussy Mansel, sans descendance
- John Hervey (2e baron Hervey) (1696-1743), est un homme politique, un courtisan et un pamphlétaire. À la mort de son demi-frère Carr en 1723, il prend le titre de courtoisie de Lord Hervey et acquiert une certaine renommée à la fois comme écrivain et en politique. En 1733, il est convoqué à la Chambre des lords après une accélération du titre junior de son père, baron Hervey. Il est également décédé avant son père.
- Thomas Hervey (20 janvier 1699 - 16 janvier 1775), est député de Bury de 1733 à 1747; et occupe diverses fonctions à la cour. Il s'enfuit avec Elizabeth, épouse de Thomas Hanmer[3]. Il a une très mauvaise santé, et sa vie mouvementée lui apporte des difficultés pécuniaires et autres. Il écrit de nombreux pamphlets et, à sa mort, le Samuel Johnson déclare à son sujet: "Tom Hervey, bien que vicieux (c’est-à-dire un homme de vice), était l’un des hommes les plus distingués qui ait jamais vécu".
- William Hervey (25 décembre 1699 - janvier 1776), épouse Elizabeth Ridge
- Henry Hervey (5 janvier 1701 - 16 novembre 1748); épouse Catherine Aston, et prend son nom de famille
- Charles Hervey (5 avril 1703 - 21 mars 1783), prébendaire d'Ely
- Henrietta Hervey (5 avril 1703 - avril 1712)
- Un fils mort-né, 6 juillet 1704
- James Porter Hervey (24 juin 1706 - août 1706)
- Anne Hervey (c. 1707 - 15 juillet 1771)
- Barbara Hervey (c. 1707 - 25 juillet 1727)
- Humphrey Hervey (né le 3 juin 1708), mort jeune
- Felton Hervey (3 juillet 1710 - 16 juillet 1710)
- Felton Hervey (1712-1773) est également député de l'arrondissement familial de Bury St Edmunds. Il apparaît au premier plan de " La Tribune des Offices " de Zoffany. Après avoir pris le nom supplémentaire de Bathurst, son petit-fils Elwell Hervey-Bathurst (1782-1819) est créé baronnet en 1818 et, à sa mort, un an plus tard, le titre passe à son frère, Frederick Anne Hervey-Bathurst (1783 –1824).
- James Hervey (5 mars 1713 - mai 1714)
- Louisa Carolina Isabella Hervey (1715 - 11 mai 1770), épouse Robert Smyth, 2e baronnet
- Henrietta Hervey (25 septembre 1716 - juillet 1732)

À la mort de John Hervey, 1er comte de Bristol, en janvier 1751, le comté de Bristol et la baronnie de Hervey, ainsi que les domaines d'Ickworth House, passent à son petit-fils, George, le fils aîné de John, Lord Hervey.